# Молодіжна збірна Таджикистану з футболу
Молодіжна збірна Таджикистану з футболу — національна молодіжна футбольна збірна Таджикистану, що складається у залежності від турніру із гравців віком до 19, 20 або до 21 року. Вважається основним джерелом кадрів для підсилення складу основної збірної Таджикистану. Керівництво командою здійснює Федерація футболу Таджикистану.
Команда має право участі у Юнацькому кубку Азії до 19 років, у випадку успішного виступу на якому може кваліфікуватися на молодіжний чемпіонат світу до 20 років. Також може брати участь у товариських і регіональних змаганнях, зокрема на Кубку Співдружності.

## Чемпіонат світу U-20
| Рік         | Результат          | І | В | Н | П | Г+ | Г- |
| ----------- | ------------------ | - | - | - | - | -- | -- |
| 1995 ~ 2025 | не кваліфікувалася | – | – | – | – | –  | –  |
| Усього      |                    | 0 | 0 | 0 | 0 | 0  | 0  |